# بربيت أسود المنقار
بربيت أسود المنقار (الاسم العلمي: Lybius guifsobalito) (بالإنجليزية: Black-billed Barbet)‏ هو نوع من الطيور يتبع جنس البربيت الأفريقي من الفصيلة البربيتية.